# Conan IV di Bretagna
Conan di Penthièvre o di Richmond detto "il Piccolo"; in francese Conan IV dit le Petit (1138 – 20 febbraio 1171), fu conte di Richmond dal 1146, duca di Bretagna dal 1156 al 1166 e conte di Tréguier e di Guingamp dal 1166 al 1171.

## Origine
Conan, secondo la Chronica sancti Sergii Andegavensis, era figlio del primo conte di Richmond, Alano III (il Nero) e di Berta di Bretagna, che, secondo l'Ex Chronico Britannico Altero, era figlia del duca di Bretagna, conte di Rennes e conte di Nantes, Conan III e della moglie (come conferma il monaco e cronista inglese, vissuto tra l'XI e il XII secolo, Orderico Vitale), Matilde FitzRoy ( † dopo il 1128), figlia illegittima del re d'Inghilterra e duca di Normandia, Enrico I Beauclerc, e di un'amante di cui non si conoscono né il nome né gli ascendenti.
Alano di Penthièvre, secondo la Genealogia Comitum Richemundiæ post conquestum Angliæ, era figlio del terzo conte di Penthièvre e terzo signore (lord) di Richmond, Stefano I senza citare la moglie di Stefano I: Havoise di Guingamp, di cui non conosciamo gli ascendenti. Havoise di Guingamp era la madre di Alano, come risulta sia dal documento n° 7 del The Honour of Richmond in cui la madre, Havoise (Haduissis comitisse) ed il figlio, controfirma una donazione del marito Stefano I che non può essere controfirmata da Alano, citato come figlio (Alanus vero qui in Anglia erat), che si trovava in Inghilterra, che dal documento n° 10 del The Honour of Richmond il conte Stefano, cita la moglie, Havoise ed i tre figli, tra cui Alano.

## Biografia
Alla morte di suo nonno paterno, Stefano, avvenuta nel 1136, suo zio, Goffredo Boterel I, che era il primogenito, gli succedette come conte di Penthièvre, suo padre, Alano, che era il secondogenito, gli succedette come signore (lord) di Richmond, ed infine il terzogenito, Enrico, gli succedette come conte di Tréguier e di Guingamp.
Sempre secondo le Genealogia Comitum Richemundiæ post conquestum Angliæ il re d'Inghilterra, Stefano di Blois aveva riconosciuto ad Alano III detto il Nero il titolo di conte.
Dopo il matrimonio con Berta, figlia del duca di Bretagna, avvenuto nel 1137, suo padre si definisce conte in Bretagna ed in Inghilterra (Alanus comes Brittanniae et Angliae) come si può vedere nei documenti compresi dal n° 17 al n° 27 del The Honour of Richmond.
Secondo il Domesday Descendants durante la guerra per il trono d'Inghilterra, mentre Alano si era schierato a favore del re d'Inghilterra, Stefano di Blois, suo fratello, Goffredo, come confermano le Gesta Stephani, Regis Anglorum et Ducis Normannorum, si distinse come partigiano (Boterellus quidam comes Britanniæ) dell'imperatrice Matilde.
Conan rimase orfano di padre molto presto, all'età di circa otto anni. Infatti, mentre le Genealogia Comitum Richemundiæ post conquestum Angliæ riportano la morte di Alano, nel 1166, tutte le altre fonti riferiscono che Alano morì, nel 1146: sia il Ex Chronico Britannico, che il Ex Chronico Ruyensis Cœnobii, riporta la morte di Alano ricordandolo come conte di Richmond (Alanus Niger Comes Richmundiae, moritur); ed infine anche il Ex Chronico Kemperlegiensis, ricorda Alano, conte di Richmond, come marito di Berta, in quanto genero del duca (di Bretagna, Conan III (Alanus Niger, comes Richmundiae, Conani Ducis gener).
Alla morte del padre, Conan gli succedette nel titolo di conte di Richmond, come Conan I, ma, per un certo periodo di tempo la contea di Richmond, rientrò nel possesso del re d'Inghilterra, Stefano di Blois.
Rimasta vedova, sua madre, Berta rientrò in Bretagna e, nel 1148, secondo il Ex Chronico Britannico Altero si sposò, in seconde nozze, con il conte di Porhoët, Oddone II.
Dopo che ebbe preso possesso dei territori inglesi conosciuti come l'Onore di Richmond, secondo il Ex Chronico Briocensi, Conan riedificò la torre del castello di Richmond

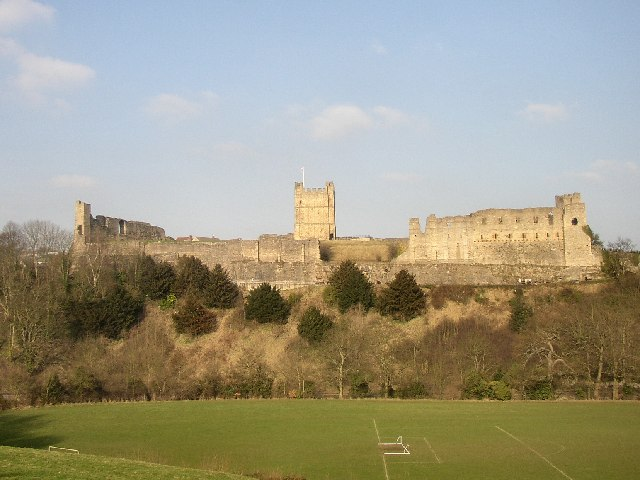
Rovine del castello di Richmond.

In quello stesso anno (1148), suo nonno materno, Conan III, secondo il Ex Chronico Ruyensis Cœnobii, morì il 17 settembre.
Siccome il matrimonio con Matilde FitzRoy gli aveva riservato della amarezze, Conan III, secondo Orderico Vitale, aveva dovuto pubblicamente disconoscere il suo unico figlio maschio legittimo, Hoel; anche il Ex Chronico Britannico Altero, ricorda che Conan rinnegò il proprio figlio e che in seguito a ciò iniziò un periodo di contrasti tra Hoel ed il cognato, Oddone II e la sorella, Berta, che ressero il ducato, per conto del figlio di Berta e Alano di Richmond, Conan IV, che era duca titolare, ma era escluso dal governo del ducato, infatti il suo patrigno, Oddone, come si può vedere dai documenti delle Mémoires pour servir de preuves à l´histoire ecclésiastique et civile de Bretagne, Tome I, si firmava Oddone duca di Bretagna (Eudo Dei gratia Dux Britanniae), mentre lo zio materno Hoel, pur considerandosi duca di Bretagna, aveva il controllo della sola contea di Nantes e, nei documenti si firmava col titolo di duca di Bretagna, come nel documento n° XLVII, datato 1153, del Recueil d´actes inédites des ducs et princes de Bretagne (Hoellus permissio dei, Britanniæ dux, Conani comitis filius), e, nel 1154, tentò un attacco di sorpresa contro il ducato.
Nel 1156, Conan IV, riuscì a sconfiggere il patrigno ed entrare in possesso del ducato di Bretagna, infatti, da quell'anno, non Oddone, ma Conan figura come duca di Bretagna.
Conan, come conte di Richmond era soggetto al re di Inghilterra, mentre, come duca di Bretagna, era soggetto al re di Francia.
Hoel restò conte di Nantes, ancora per poco, poiché, in quello stesso anno morì. La morte di Hoel, nel 1156, viene confermata dal Ex Chronico Briocensi e, secondo il Ex Chronico Britannico Altero, nel 1156, i cittadini di Nantes, dopo la morte di Hoel, offrirono la contea al fratello del re d'Inghilterra e duca di Normandia, Enrico II, il conte del Maine e d'Angiò Goffredo VI d'Angiò, che, all'inizio del 1157, divenne conte di Nantes.
Fu per un certo periodo in aperto conflitto con Enrico II d'Inghilterra, in quanto entrambi, dopo la morte di Goffredo VI d'Angiò, avvenuta nel 1158, desideravano il controllo di Nantes. Conan allora si impadronì della contea di Nantes, riunendo tutta la Bretagna, sotto il suo controllo.
Enrico II gli revocò il titolo di conte di Richmond, la sua eredità paterna, che poi gli restituì dopo essersi rappacificati, nel settembre 1158.
Secondo le Mémoires pour servir de preuves à l´histoire ecclésiastique et civile de Bretagne, Tome I, in quel periodo, Conan espropriò dei suoi possedimenti, le Contee di Tréguier et de Guingamp, lo zio,
Enrico di Penthièvre.
Conan, nel 1160 prese in moglie una sorella del re di Scozia, Guglielmo I cugina di Enrico, Margherita di Huntingdon, che era figlia del Conte di Northumbria e conte di Huntingdon, Enrico di Scozia, e di Ada de Warenne (come ci riporta l'abate e storico normanno, priore dell'abbazia di Bec e sedicesimo abate di Mont-Saint-Michel, Robert de Torigny, il re di Scozia, Guglielmo I era figlio di Enrico di Scozia, e di Ada de Warenne e, anche secondo The Chronicle of the reigns of Henry II and Richard I 1169-1192, Margherita era la sorella di Guglielmo I). Ada de Warenne era figlia, ancora secondo Robert de Torigny, di Guglielmo II di Varenne(† 1138), e di Elisabetta di Vermandois, che, secondo la Genealogiæ Scriptoris Fusniacensis. era la figlia di Ugo di Francia detto il grande e la contessa di Vermandois, Adelaide.
Dopo il matrimonio e prima del 1169, secondo il documento n° XX del Cartulaire de l'abbaye de Saint-Georges de Rennes, Conan, assieme alla moglie Margherita e alla sorella Costanza, confermò una donazione all'abbazia di Saint-Georges de Rennes.
Tuttavia, Enrico II continuò a promuovere segretamente ribellioni nel ducato di Bretagna, sino a che, nel 1168, secondo il monaco benedettino, inglese, del XIII secolo, Matteo di Parigi, Conan cedette, e dichiarò erede la sua unica figlia, Constanza, di circa sette anni ed acconsentì il matrimonio (fidanzamento) di Costanza col figlio di Enrico II, Goffredo, di circa dieci anni; la decisione fu ben accolta in tutta la Bretagna.
Conan morì pochi anni dopo: secondo la Chronica sancti Sergii Andegavensis, nel 1169; secondo Robert de Torigny, nel 1171; nel 1171, secondo l'Ex Chronico Britannico Altero; nel 1171, secondo l'Ex Chronico Kemperlegiensis, che precisa anche il giorno (20 febbraio); ed ancora, nel 1171, secondo l'Ex Chronico Ruyensis Cœnobii; infine, nel 1170, secondo la Genealogia Comitum Richemundiæ post conquestum Angliæ, che ci informa che fu sepolto nel monastero di Bégard.
Gli succedette, nel titolo di Duchessa la figlia, Constanza, ma di fatto al governo del ducato ci fu il fidanzato, Goffredo, sotto la reggenza di Guglielmo Hammon.

## Discendenza
Conan da Margherita ebbe almeno quatro figli:
- Constanza[7][39][40] (1161 - 1201 ), Duchessa di Bretagna e Contessa di Richmond.
- Guglielmo, ancore vivale nel 1199-1201[41].
- forse uno o più figli morti durante l'infanzia[42].

## Nella cultura
Conan IV venne accennato a nella tragedia Jean sans Terre ou la mort d’Arthur (1791) di Jean-François Ducis, i romanzi Time and Chance (2002), Prince of Darkness (2005) e Devil’s Brood (2008) di Sharon Kay Penman, e nel secondo volume della trilogia Le Château des Poulfenc (2009) di Brigitte Coppin.

## Ascendenza
|                                |                            |                                            | Genitori                                 |  |  | Nonni |  |  | Bisnonni                      |  |  | Trisnonni                    |  |
|                                |                            |                                            |                                          |  |  |       |  |  | Oddone I, conte di Penthièvre |  |  | Goffredo I, duca di Bretagna |  |
|                                |                            |                                            |                                          |  |  |       |  |  | Oddone I, conte di Penthièvre |  |  | Goffredo I, duca di Bretagna |  |
|                                |                            | Havoise di Normandia                       |                                          |  |  |       |  |  | Oddone I, conte di Penthièvre |  |  |                              |  |
| Stefano I, conte di Penthièvre |                            |                                            |                                          |  |  |       |  |  | Oddone I, conte di Penthièvre |  |  |                              |  |
|                                |                            | Agnese di Cornovaglia                      | Alano, conte di Cornovaglia              |  |  |       |  |  |                               |  |  |                              |  |
|                                |                            | Agnese di Cornovaglia                      | Alano, conte di Cornovaglia              |  |  |       |  |  |                               |  |  |                              |  |
|                                |                            | Agnese di Cornovaglia                      | Giuditta, contessa di Nantes             |  |  |       |  |  |                               |  |  |                              |  |
| Alano, I conte di Richmond     |                            | Agnese di Cornovaglia                      |                                          |  |  |       |  |  |                               |  |  |                              |  |
|                                |                            | Tebaldo III, conte di Blois e di Champagne | Oddone II, conte di Blois e di Champagne |  |  |       |  |  |                               |  |  |                              |  |
|                                |                            | Tebaldo III, conte di Blois e di Champagne | Oddone II, conte di Blois e di Champagne |  |  |       |  |  |                               |  |  |                              |  |
|                                |                            | Tebaldo III, conte di Blois e di Champagne | Ermengarda d'Alvernia                    |  |  |       |  |  |                               |  |  |                              |  |
| Havoise di Blois               |                            | Tebaldo III, conte di Blois e di Champagne |                                          |  |  |       |  |  |                               |  |  |                              |  |
|                                |                            | Alice di Valois                            | Raul IV, conte di Valois                 |  |  |       |  |  |                               |  |  |                              |  |
|                                |                            | Alice di Valois                            | Raul IV, conte di Valois                 |  |  |       |  |  |                               |  |  |                              |  |
|                                |                            | Alice di Valois                            | Adelaide, contessa di Bar-sur-Aube       |  |  |       |  |  |                               |  |  |                              |  |
| Conan IV, duca di Bretagna     |                            | Alice di Valois                            |                                          |  |  |       |  |  |                               |  |  |                              |  |
|                                | Alano IV, duca di Bretagna | Hoel II, duca di Bretagna                  |                                          |  |  |       |  |  |                               |  |  |                              |  |
|                                | Alano IV, duca di Bretagna | Hoel II, duca di Bretagna                  |                                          |  |  |       |  |  |                               |  |  |                              |  |
|                                | Alano IV, duca di Bretagna | Havoise, duchessa di Bretagna              |                                          |  |  |       |  |  |                               |  |  |                              |  |
| Conan III, duca di Bretagna    | Alano IV, duca di Bretagna |                                            |                                          |  |  |       |  |  |                               |  |  |                              |  |
|                                |                            | Ermengarda d'Angiò                         | Folco IV, conte d'Angiò                  |  |  |       |  |  |                               |  |  |                              |  |
|                                |                            | Ermengarda d'Angiò                         | Folco IV, conte d'Angiò                  |  |  |       |  |  |                               |  |  |                              |  |
|                                |                            | Ermengarda d'Angiò                         | Ildegarda di Baugency                    |  |  |       |  |  |                               |  |  |                              |  |
| Berta, duchessa di Bretagna    |                            | Ermengarda d'Angiò                         |                                          |  |  |       |  |  |                               |  |  |                              |  |
|                                |                            | Enrico I, re d'Inghilterra                 | Guglielmo I, re d'Inghilterra            |  |  |       |  |  |                               |  |  |                              |  |
|                                |                            | Enrico I, re d'Inghilterra                 | Guglielmo I, re d'Inghilterra            |  |  |       |  |  |                               |  |  |                              |  |
|                                |                            | Enrico I, re d'Inghilterra                 | Matilde di Fiandra                       |  |  |       |  |  |                               |  |  |                              |  |
| Matilde FitzRoy                |                            | Enrico I, re d'Inghilterra                 |                                          |  |  |       |  |  |                               |  |  |                              |  |
|                                |                            | …                                          | …                                        |  |  |       |  |  |                               |  |  |                              |  |
|                                |                            | …                                          | …                                        |  |  |       |  |  |                               |  |  |                              |  |
|                                |                            | …                                          | …                                        |  |  |       |  |  |                               |  |  |                              |  |
|                                |                            | …                                          |                                          |  |  |       |  |  |                               |  |  |                              |  |

### Fonti primarie
- (LA)  Cartulaire de l'abbaye de Saint-Georges de Rennes.
- (LA)  Matthæi Parisiensis, Monachi Sancti Albani, Chronica Majora, Vol. II 1067-1216.
- (LA)  Recueil d'actes inédits des ducs et princes de Bretagne (XIe, XIIe, XIIIe siècles) di Arthur Le Moyne de La Borderie.
- (LA)  Monumenta Germaniae Historica, Scriptores, tomus XXIII.
- (LA)  Chronica de Gesta Consulum Andegavorum, Chroniques d'Anjou.
- (LA)  Rerum Gallicarum et Francicarum Scriptores, tomus XII.
- (LA)  Ordericus Vitalis,  Historia Ecclesiastica, vol. II.
- (LA)  Mémoires pour servir de preuves à l´histoire ecclésiastique et civile de Bretagne, Tome I.
- (LA)  Chronique de Robert de Torigni, abbé du Mont-Saint-Michel, tome II.
- (LA)  Chronique de Robert de Torigni, abbé du Mont-Saint-Michel, tome I.
- (LA)  Gesta Stephani, Regis Anglorum et Ducis Normannorum.
- (LA)  Early Yorkshire Charters, IV.

### Letteratura storiografica
- Louis Halphen, "La Francia dell'XI secolo", cap. XXIV, vol. II (L'espansione islamica e la nascita dell'Europa feudale) della Storia del Mondo Medievale, 1999, pp. 770–806.
- William John Corbett, "L'evoluzione del ducato di Normandia e la conquista normanna dell'Inghilterra", cap. I, vol. VI (Declino dell'impero e del papato e sviluppo degli stati nazionali) della Storia del Mondo Medievale, 1999, pp. 5–55.
- William John Corbett, "Inghilterra 1087 - 1154", cap. II, vol. VI (Declino dell'impero e del papato e sviluppo degli stati nazionali) della Storia del Mondo Medievale, 1999, pp. 56–98.